# Gerry Bribosia
 (février 2014).
Si vous disposez d'ouvrages ou d'articles de référence ou si vous connaissez des sites web de qualité traitant du thème abordé ici, merci de compléter l'article en donnant les références utiles à sa vérifiabilité et en les liant à la section « Notes et références ».
Gerry Bribosia, né le 21 septembre 1946 en Belgique, est un chanteur, musicien, producteur de musique et compositeur. Il immigre au Canada dans la province de Québec en 1957.
Dans les années 1960, il a fait ses débuts avec le groupe les Coronets. En 1965, chanteur et compositeur avec le groupe Les Misérables, il a obtenu la 32e position au palmarès de la Ban du Québec avec la chanson Vivre avec toi.
Dans les années 1970, il produit plusieurs albums dont Dracula Disco, Noël Disco, Montreal Sound, Monsieur Tranquille, Free Move et International Disco. Ancien directeur musical de Véronique Béliveau, il fit partie des groupes populaires Octopus, Happiness train, Man Made et G.B. and the Tracks avec qui il fit une tournée nord-Américaine.
Dans les années 1980, il produit une valse folklorique Québécois Racontez-moi grand-mère. En 1984, sa chanson L'enfer ce soir remporta un disque d'or avec la maison de production Ovni.
Dans les années 1990 et 2000, Gerry Bribosia deviendra un producteur country pour plusieurs chanteurs country dont La famille Daraîche et la chanteuse acadienne  Carolyne Jomphe.
En 2010, il forma le duo  Mirola et Bribosia et retournera sur scène dans plusieurs festivals.
Plus de ses 250 compositions sont disponibles à la SODEC. Quelques-uns de ses enregistrements se retrouvent à Bibliothèque et Archives Nationales du Québec,,
.